# Al-Mawasi
Al-Mawasi (àrab: المواصي, al-Mawāṣī) és una vila de beduïns palestins a la costa meridional de la Franja de Gaza, aproximadament d'un kilòmetre d'ample i catorze quilòmetres de llarg, que abans del pla de retirada unilateral israeliana en 2005 existia com a enclavament palestí dins de l'assentament israelià de Gush Katif.Segons l'Oficina Central Palestina d'Estadístiques, al-Mawasi tenia 1.409 habitants a mitjan 2006.